# Sarwajer
Der Sarwajer (russisch сарваер, auch сарваэр, Transliteration: Sarvaer) war ein Dienstgrad in der Kaiserlich-Russischen Marine im 18. Jahrhundert. Der Name ist eine Transkription des englischen surveyor. Der Dienstgrad des Sarwajer wurde mit der am 24. Januar 1722 veröffentlichten Rangtabelle Peter I. eingeführt. In der Rangtabelle war er in der VI. Klasse eingeordnet, der Inhaber dieses Dienstgrades gehörte damit automatisch dem erblichen Adel an. Zu den Dienstpflichten des Sarwajer gehörte die Aufsicht über den Bau von Schiffen, den Zustand der Werften und den Zustand der Schiffe der aktiven Flotte. Der Dienstgrad war dem eines Kapitäns 1. Ranges der Flotte bzw. eines Obersten des Heeres gleichgestellt.